# Godscham

Karte der Provinzen Äthiopiens

Godscham, auch Goddscham oder Gojjam geschrieben (Amharisch ጎጃም goǧǧam, ursprünglich ጐዛም gʷäzzam, später ጐዣም gʷäžžam, ጎዣም gožžam), ist eine historische Provinz Äthiopiens.
Sie liegt im Westen des Landes in der heutigen Region Amhara, südlich des Tanasees und östlich der sudanesischen Grenze am Fluss Abbai. Ihre Hauptstadt war Debre Markos.

## Geografie
Die frühesten westlichen Grenzen von Gojjam waren nicht festgelegt. Um 1700 galten Agawmeder im Südwesten und Qwara im Nordwesten als Nachbarn von Gojjam. Agawmeder, das nie eine organisierte politische Entität war, wurde an Gojjam angegliedert, das damit nach Westen bis an das Sultanat Gubba reichte. Gubba erkannte 1898 seine Abhängigkeit von Menelik II. an und wurde 1942 in Gojjam einverleibt. Die Insel Dek im Tanasee gehörte bis 1987 administrativ zu Gojjam.

## Geschichte

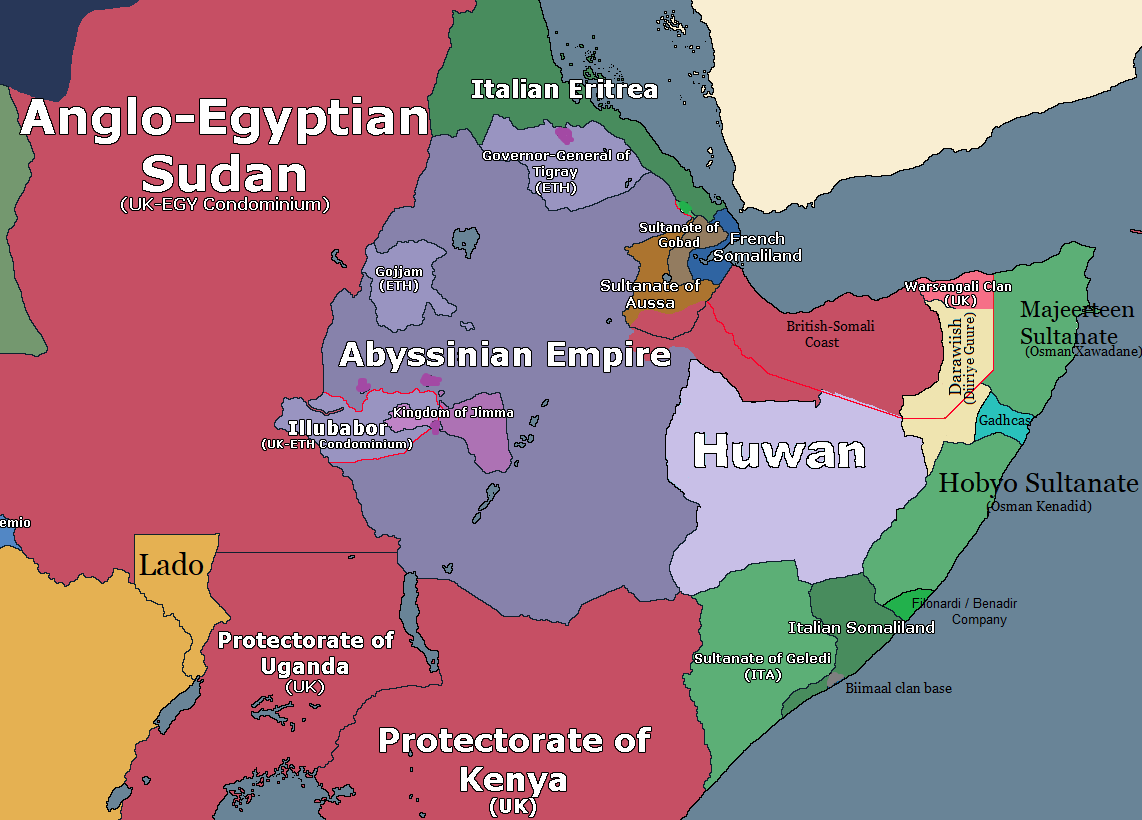

Die früheste bekannte Erwähnung Gojjams findet sich in einem Manuskript von Amda Seyons Feldzügen hier und in Damot 1316/17, in deren Zuge das Gebiet in Äthiopien eingegliedert wurde. Um 1451 erscheint es auf der Egyptus Novello-Landkarte, auf der es als Königreich beschrieben wird, obwohl es in jener Zeit dem Kaiser von Äthiopien unterstand. Kaiser David II. (Lebna Dengel) beschrieb 1526 in einem Brief an den König von Portugal Gojjam ebenfalls als Königreich, das aber Teil seines Reiches war.
Zumindest seit der Zeit von Eleni (Helena) stellte Gojjam die Einkünfte für die Kaiserin von Äthiopien, bis sich in der Zeit der Zemene Mesafint Fasil von Damot diese aneignete. Gojjam wurde dann mindestens bis zur Herrschaft von Tekle Haymanot I. zur Machtbasis verschiedener Kriegsherren.
In jüngerer Zeit lehnten sich die Einwohner von Gojjam – Gojjame genannt – zweimal gegen Steuererhöhungen auf, das erste Mal 1950 und das zweite Mal 1968, zeitgleich mit einer Revolte in Bale. Anders als in Bale griff die Zentralregierung nicht zu militärischen Mitteln, sondern ersetzte die Gouverneure und ließ von dem Versuch ab, neue Steuern einzuführen. Angesichts der Revolte 1968 gab sie gar bis 1950 zurückreichende Steuerforderungen auf.
Unter der Derg-Regierung wurde Gojjam in Ost-Gojjam mit Hauptstadt Debre Markos und West-Gojjam mit Bahir Dar als Hauptstadt aufgeteilt. Gemäß der neuen Verfassung 1995 wurde der westlichste Teil von Gojjam zur Metekel-Zone der Region Benishangul-Gumuz, die übrigen Teile wurden zu den Zonen Agew Awai, Mirab Gojjam (West-Gojjam) und Misraq Gojjam (Ost-Gojjam) von Amhara.